# خارخنی
خارخنی (به لاتین: Kharkhni) یک منطقهٔ مسکونی در روسیه است که در داغستان واقع شده‌است.